# 剛力彩芽 スマイル S2 スマイル
剛力彩芽 スマイル S2 スマイル（ごうりきあやめ・すまいる・すまいる）は、ニッポン放送制作・NRN各局で、2012年4月から放送を開始した剛力彩芽によるラジオのトーク番組・冠番組である。

## 放送日時
| 放送局       | 曜日               | 時間        | 備考 |
| ------------ | ------------------ | ----------- | --- |
| ニッポン放送 | 土曜日（金曜深夜） | 0:00 - 0:20 | 2012年4月6日放送開始 2014年1月 - 2014年3月のみ土曜日（金曜深夜） 0:40 - 1:00 2015年8月21日はプロ野球中継延長のため休止。 |

 歴代のネット局 
| 放送局       | 放送日時                       | 放送期間                                            | 備考 |
| STVラジオ    | 月曜日（日曜深夜） 2:00 - 2:20 | 2014年10月4日 - 2016年9月25日                       | 2014年10月4日 - 2015年3月28日は 土曜日 19:00 - 19:20 2015年4月3日 - 2016年4月1日は 土曜日（金曜深夜） 0:40 - 1:00 2016年4月10日 - 9月25日は 月曜日（日曜深夜） 2:00 - 2:20            |
| 新潟放送     | 月曜日 20:30 - 20:50           | 2012年4月9日 - 2017年3月27日                        | 2013年9月までは 月曜日 19:40 - 20:00 |
| 岐阜放送     | 日曜日 21:00 - 21:30           | 2013年10月6日 - 2014年3月30日                       | 2013年10月 - 2014年2月の毎月第1週は 「ワイワイ彩々おしゃべり村」（自社製作番組）放送のため、 21:15 - 21:35に変更                                                                      |
| 九州朝日放送 | 土曜日 22:35 - 22:55           | 2012年4月 - 2014年3月 2014年10月4日 - 2015年3月28日 | 2012年4月 - 2013年3月は 土曜日 22:55 - 23:15 2013年4月 - 2013年9月は 日曜日 18:40 - 19:00 2013年10月 - 2014年3月は 土曜日 23:05 - 23:25                                               |
| 山形放送     | 土曜日 12:40 - 13:00           | 2014年4月6日放送開始                                | 2014年9月28日までは 日曜日 7:40 - 8:00 |
| 北日本放送   | 土曜日 21:30 - 21:50           | 2012年10月6日放送開始                               | |
| 信越放送     | 日曜日 19:40 - 20:00           | 2012年4月10日放送開始                               | 2014年3月31日 - 2016年3月21日は 月曜日 21:30 － 21:50 2012年10月 - 2013年3月 / 2013年10月 - 2014年3月は 火曜日 21:30 - 21:50 2012年4月 - 9月 / 2013年4月 - 9月は 日曜日 20:40 - 21:00 |

## コーナー
- スマイルのみなもと
- 剛力彩芽シュラン
- ドクター剛力のエンタメクリニック
- スマイル・ラブレター
- 剛力彩芽への質問

## ゲスト
- 綾野剛 - 2013年8月30日
- 長瀬智也 - 2013年10月25日